# Luxi (ort i Kina, Jiangxi Sheng, lat 27,15, long 114,33)
Luxi är en ort i Kina. Den ligger i provinsen Jiangxi, i den sydöstra delen av landet, omkring 230 kilometer sydväst om provinshuvudstaden Nanchang. Antalet invånare är 21 612. Befolkningen består av 10 416 kvinnor och 11 196 män. Barn under 15 år utgör 20,0 %, vuxna 15-64 år 70 %, och äldre över 65 år 9,0 %.
Runt Luxi är det ganska tätbefolkat, med 192 invånare per kvadratkilometer. Närmaste större samhälle är Zhouhu, 19,1 km öster om Luxi. I omgivningarna runt Luxi växer i huvudsak blandskog.
Genomsnittlig årsnederbörd är 2 072 millimeter. Den regnigaste månaden är maj, med i genomsnitt 322 mm nederbörd, och den torraste är oktober, med 28 mm nederbörd.